# Villers-le-Tilleul
Villers-le-Tilleul (früher: Villers-le-Tigneux) ist eine französische Gemeinde mit 238 Einwohnern (Stand: 1. Januar 2022) im Département Ardennes in der Region Grand Est. Sie gehört zum Arrondissement Charleville-Mézières und zum Kanton Nouvion-sur-Meuse. 

## Geographie
Villers-le-Tilleul liegt etwa 14 Kilometer südlich von Charleville-Mézières und etwa 17 Kilometer westsüdwestlich von Sedan. Umgeben wird Villers-le-Tilleul von den Nachbargemeinden Singly im Nordwesten und Norden, Élan im Norden und Nordosten, Vendresse im Osten, Omont im Süden, Baâlons im Südwesten sowie La Horgne im Südwesten und Westen.

## Bevölkerungsentwicklung
| Jahr                       | 1962 | 1968 | 1975 | 1982 | 1990 | 1999 | 2006 | 2019 |
| Einwohner                  | 172  | 141  | 119  | 148  | 176  | 191  | 243  | 237  |
| Quellen: Cassini und INSEE |      |      |      |      |      |      |      |      |

## Sehenswürdigkeiten

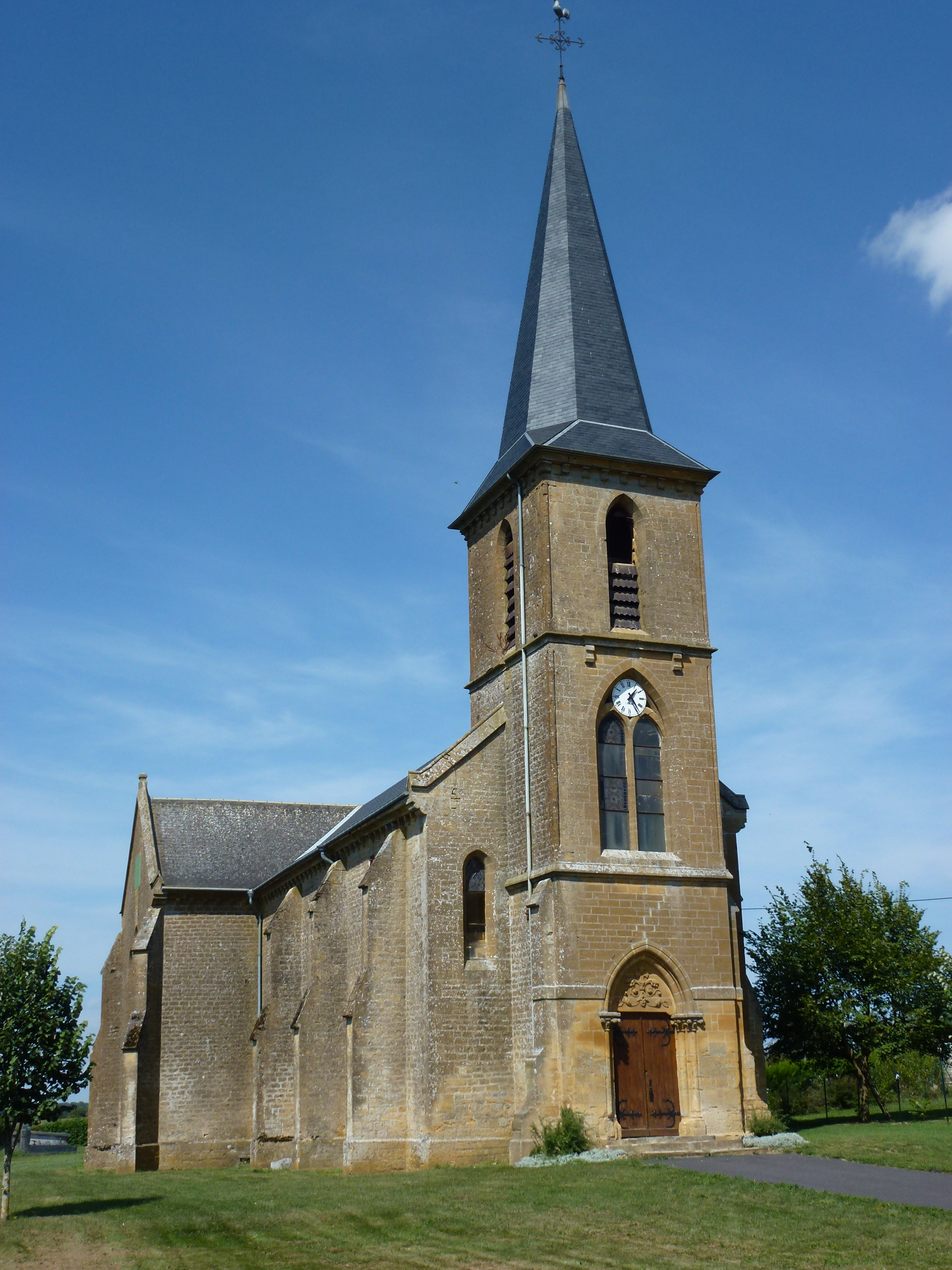
Kirche Saint-Nicaise

- Kirche Saint-Nicaise